# 8 Heures du Castellet 2010
Navigation
Édition précédente Édition suivante
Les 8 Heures du Castellet 2010 , disputées le 11 avril 2010 sur le circuit Paul-Ricard, sont la dix-septième édition des 8 Heures du Castellet, la première sur un format de huit heures, et la première manche des Le Mans Series 2010. C'est l'Audi R15 TDI plus no 7, engagée en catégorie LMP1 et pilotée par Allan McNish et Rinaldo Capello qui l’emporte.

## Qualifications
Voici le classement officiel au terme des qualifications. Les premiers de chaque catégorie sont signalés en gras.
| Position | Catégorie | Équipe                        | Pilote                   | Temps        | Grille |
| -------- | --------- | ----------------------------- | ------------------------ | ------------ | ------ |
| 1        | LMP1      | No.4 Team Oreca Matmut        | Nicolas Lapierre         | 1:41.195     | 1      |
| 2        | LMP1      | No.7 Audi Sport Team Joest    | Rinaldo Capello          | 1:41.632     | 2      |
| 3        | LMP1      | No.009 Aston Martin Racing    | Stefan Mücke             | 1:42.345     | 3      |
| 4        | LMP1      | No.6 AIM Team Oreca Matmut    | Loïc Duval               | 1:42.685     | 4      |
| 5        | LMP1      | No.13 Rebellion Racing        | Jean-Christophe Boullion | 1:43.435     | 5      |
| 6        | LMP1      | No.12 Rebellion Racing        | Neel Jani                | 1:44.032     | 6      |
| 7        | LMP1      | No.5 Beechdean Mansell        | Greg Mansell             | 1:44.475     | 7      |
| 8        | LMP1      | No.008 Signature-Plus         | Pierre Ragues            | 1:44.914     | 8      |
| 9        | LMP2      | No.42 Strakka Racing          | Danny Watts              | 1:44.989     | 9      |
| 10       | LMP2      | No.40 Quifel ASM Team         | Olivier Pla              | 1:47.112     | 10     |
| 11       | LMP2      | No.24 OAK Racing              | Mathieu Laheye           | 1:47.474     | 11     |
| 12       | LMP2      | No.25 RML                     | Thomas Erdos             | 1:47.491     | 12     |
| 13       | LMP2      | No.41 Team Bruichladdich      | Thor-Christian Ebbesvik  | 1:48.439     | 13     |
| 14       | LMP2      | No.30 Racing Box              | Andrea Piccini           | 1:48.635     | 14     |
| 15       | LMP2      | No.37 WR / Salini             | Tristan Gommendy         | 1:49.567     | 15     |
| 16       | LMP2      | No.29 Racing Box              | Marco Cioci              | 1:49.931     | 16     |
| 17       | LMP2      | No.39 KSM                     | Hideki Noda              | 1:50.913     | 17     |
| 18       | LMP2      | No.27 Race Performance        | Tyler Dueck              | 1:52.612     | 18     |
| 19       | FLM       | No.44 DAMS                    | Edoardo Piscopo          | 1:52.936     | 19     |
| 20       | FLM       | No.48 Hope Polevision Racing  | Mathias Beche            | 1:53.090     | 20     |
| 21       | LMP2      | No.38 Pegasus Racing          | Julien Schell            | 1:53.148     | 21     |
| 22       | FLM       | No.49 Applewood Seven         | David Zollinger          | 1:53.447     | 22     |
| 23       | FLM       | No.45 Boutsen Energy Racing   | Dominik Kraihamer        | 1:53.850     | 23     |
| 24       | FLM       | No.43 DAMS                    | Alessandro Cicognani     | 1:54.187     | 24     |
| 25       | FLM       | No.47 Hope Polevision Racing  | Steve Zacchia            | 1:54.305     | 25     |
| 26       | GT1       | No.50 Larbre Compétition      | Gabriele Gardel          | 1:57.085     | 25     |
| 27       | GT2       | No.96 AF Corse                | Gianmaria Bruni          | 1:57.850     | 27     |
| 28       | GT2       | No.77 Team Felbermayr-Proton  | Richard Lietz            | 1:58.216     | 28     |
| 29       | GT2       | No.91 CRS Racing              | Tim Mullen               | 1:58.475     | 29     |
| 30       | GT2       | No.95 AF Corse                | Toni Vilander            | 1:58.545     | 30     |
| 31       | GT2       | No.92 JMW Motorsport          | Rob Bell                 | 1:58.549     | 31     |
| 32       | GT2       | No.94 AF Corse                | Matías Russo             | 1:58.707     | 32     |
| 33       | GT2       | No.90 CRS Racing              | Pierre Kaffer            | 1:59.021     | 33     |
| 34       | GT2       | No.76 IMSA Performance Matmut | Patrick Pilet            | 1:59.035     | 34     |
| 35       | GT2       | No.85 Spyker Squadron         | Jeroen Bleekemolen       | 1:59.177     | 35     |
| 36       | GT2       | No.88 Team Felbermayr-Proton  | Martin Ragginger (de)    | 1:59.447     | 36     |
| 37       | GT2       | No.89 Hankook Team Farnbacher | Dominik Farnbacher       | 1:59.480     | 37     |
| 38       | GT2       | No.75 Prospeed Competition    | Richard Westbrook        | 1:59.539     | 38     |
| 39       | GT2       | No.78 BMW Team Schnitzer      | Jörg Müller              | 1:59.593     | 39     |
| 40       | FLM       | No.46 JMB Racing              | Maurice Basso            | 2:00.775     | 40     |
| -        | LMP2      | No.35 OAK Racing              |                          | Pas de temps | 41     |

### Classement de la course
Voici le classement officiel au terme de la course. Les premiers de chaque catégorie sont signalés par un fond jauni.
| Pos    | Classe | no  | Équipe                  | Pilotes                                                   | Châssis                              | Pneus | Tours |
| Pos    | Classe | no  | Équipe                  | Pilotes                                                   | Moteur                               | Pneus | Tours |
| ------ | ------ | --- | ----------------------- | --------------------------------------------------------- | ------------------------------------ | ----- | ----- |
| 1      | LMP1   | 7   | Audi Sport Team Joest   | Allan McNish Rinaldo Capello                              | Audi R15 TDI plus                    | M     | 266   |
| 1      | LMP1   | 7   | Audi Sport Team Joest   | Allan McNish Rinaldo Capello                              | Audi TDI 5.5 L Turbo V10 (Diesel)    | M     | 266   |
| 2      | LMP1   | 009 | Aston Martin Racing     | Adrian Fernández Harold Primat Stefan Mücke               | Lola-Aston Martin B09/60             | M     | 261   |
| 2      | LMP1   | 009 | Aston Martin Racing     | Adrian Fernández Harold Primat Stefan Mücke               | Aston Martin 6.0 L V12               | M     | 261   |
| 3      | LMP1   | 13  | Rebellion Racing        | Andrea Belicchi Jean-Christophe Boullion Guy Smith        | Lola B10/60                          | M     | 261   |
| 3      | LMP1   | 13  | Rebellion Racing        | Andrea Belicchi Jean-Christophe Boullion Guy Smith        | Rebellion (Judd) 5.5 L V10           | M     | 261   |
| 4      | LMP1   | 4   | Team Oreca Matmut       | Olivier Panis Nicolas Lapierre Stéphane Sarrazin          | Peugeot 908 HDi FAP                  | M     | 258   |
| 4      | LMP1   | 4   | Team Oreca Matmut       | Olivier Panis Nicolas Lapierre Stéphane Sarrazin          | Peugeot HDi 5.5 L Turbo V12 (Diesel) | M     | 258   |
| 5      | LMP1   | 6   | AIM Team Oreca Matmut   | Soheil Ayari Loïc Duval Didier André                      | Oreca 01                             | D     | 258   |
| 5      | LMP1   | 6   | AIM Team Oreca Matmut   | Soheil Ayari Loïc Duval Didier André                      | AIM YS5.5 5.5 L V10                  | D     | 258   |
| 6      | LMP1   | 008 | Signature-Plus          | Pierre Ragues Franck Mailleux Vanina Ickx                 | Lola-Aston Martin B09/60             | D     | 256   |
| 6      | LMP1   | 008 | Signature-Plus          | Pierre Ragues Franck Mailleux Vanina Ickx                 | Aston Martin 6.0 L V12               | D     | 256   |
| 7      | LMP2   | 42  | Strakka Racing          | Danny Watts Nick Leventis Jonny Kane                      | HPD ARX-01C                          | M     | 250   |
| 7      | LMP2   | 42  | Strakka Racing          | Danny Watts Nick Leventis Jonny Kane                      | HPD AL7R 3.4 L V8                    | M     | 250   |
| 8      | LMP2   | 35  | OAK Racing              | Guillaume Moreau Richard Hein                             | Pescarolo 01                         | D     | 250   |
| 8      | LMP2   | 35  | OAK Racing              | Guillaume Moreau Richard Hein                             | Judd DB 3.4 L V8                     | D     | 250   |
| 9      | LMP2   | 25  | RML                     | Mike Newton Thomas Erdos Andy Wallace                     | Lola B08/80                          | D     | 249   |
| 9      | LMP2   | 25  | RML                     | Mike Newton Thomas Erdos Andy Wallace                     | HPD AL7R 3.4 V8                      | D     | 249   |
| 10     | LMP2   | 24  | OAK Racing              | Jacques Nicolet Mathieu Laheye                            | Pescarolo 01                         | D     | 249   |
| 10     | LMP2   | 24  | OAK Racing              | Jacques Nicolet Mathieu Laheye                            | Judd DB 3.4 L V8                     | D     | 249   |
| 11     | LMP1   | 12  | Rebellion Racing        | Neel Jani Nicolas Prost                                   | Lola B10/60                          | M     | 248   |
| 11     | LMP1   | 12  | Rebellion Racing        | Neel Jani Nicolas Prost                                   | Rebellion (Judd) 5.5 L V10           | M     | 248   |
| 12     | LMP2   | 41  | Team Bruichladdich      | Thor-Christian Ebbesvik Tim Greaves Karim Ojjeh           | Ginetta-Zytek GZ09SB/2               | D     | 248   |
| 12     | LMP2   | 41  | Team Bruichladdich      | Thor-Christian Ebbesvik Tim Greaves Karim Ojjeh           | Zytek ZG348 3.4 L V8                 | D     | 248   |
| 13     | LMP2   | 30  | Racing Box              | Andrea Piccini Giacomo Piccini Ferdinando Geri            | Lola B09/80                          | P     | 246   |
| 13     | LMP2   | 30  | Racing Box              | Andrea Piccini Giacomo Piccini Ferdinando Geri            | Judd DB 3.4 L V8                     | P     | 246   |
| 14     | LMP1   | 5   | Beechdean Mansell       | Nigel Mansell Greg Mansell Leo Mansell                    | Ginetta-Zytek GZ09SB/2               | D     | 243   |
| 14     | LMP1   | 5   | Beechdean Mansell       | Nigel Mansell Greg Mansell Leo Mansell                    | Zytek ZJ458 4.5 L V8                 | D     | 243   |
| 15     | FLM    | 49  | Applewood Seven         | Damien Toulemonde David Zollinger Ross Zampatti           | Oreca FLM09                          | M     | 237   |
| 15     | FLM    | 49  | Applewood Seven         | Damien Toulemonde David Zollinger Ross Zampatti           | Corvette 6.2 L V8                    | M     | 237   |
| 16     | FLM    | 48  | Hope Polevision Racing  | Mathias Beche Christophe Pillon Vincent Capillaire        | Oreca FLM09                          | M     | 237   |
| 16     | FLM    | 48  | Hope Polevision Racing  | Mathias Beche Christophe Pillon Vincent Capillaire        | Corvette 6.2 L V8                    | M     | 237   |
| 17     | FLM    | 43  | DAMS                    | Alessandro Cicognani Andrea Barlesi Gary Chalandon        | Oreca FLM09                          | M     | 235   |
| 17     | FLM    | 43  | DAMS                    | Alessandro Cicognani Andrea Barlesi Gary Chalandon        | Corvette 6.2 L V8                    | M     | 235   |
| 18     | GT2    | 77  | Team Felbermayr-Proton  | Marc Lieb Richard Lietz                                   | Porsche 911 GT3 RSR (997)            | M     | 233   |
| 18     | GT2    | 77  | Team Felbermayr-Proton  | Marc Lieb Richard Lietz                                   | Porsche 4.0 L Flat-6                 | M     | 233   |
| 19     | FLM    | 47  | Hope Polevision Racing  | Steve Zacchia Wolfgang Kaufmann Luca Moro                 | Oreca FLM09                          | M     | 231   |
| 19     | FLM    | 47  | Hope Polevision Racing  | Steve Zacchia Wolfgang Kaufmann Luca Moro                 | Corvette 6.2 L V8                    | M     | 231   |
| 20     | GT2    | 88  | Team Felbermayr-Proton  | Christian Ried Martin Ragginger (de) Patrick Long         | Porsche 911 GT3 RSR (997)            | M     | 231   |
| 20     | GT2    | 88  | Team Felbermayr-Proton  | Christian Ried Martin Ragginger (de) Patrick Long         | Porsche 4.0 L Flat-6                 | M     | 231   |
| 21     | GT2    | 95  | AF Corse                | Giancarlo Fisichella Toni Vilander Jean Alesi             | Ferrari F430 GTC                     | M     | 231   |
| 21     | GT2    | 95  | AF Corse                | Giancarlo Fisichella Toni Vilander Jean Alesi             | Ferrari 4.0 L V8                     | M     | 231   |
| 22     | GT2    | 90  | CRS Racing              | Phil Quaife pl:Pierre Ehret Pierre Kaffer                 | Ferrari F430 GTC                     | M     | 231   |
| 22     | GT2    | 90  | CRS Racing              | Phil Quaife pl:Pierre Ehret Pierre Kaffer                 | Ferrari 4.0 L V8                     | M     | 231   |
| 23     | GT2    | 94  | AF Corse                | Luís Pérez Companc Matías Russo                           | Ferrari F430 GTC                     | M     | 231   |
| 23     | GT2    | 94  | AF Corse                | Luís Pérez Companc Matías Russo                           | Ferrari 4.0 L V8                     | M     | 231   |
| 24     | GT1    | 50  | Larbre Compétition      | Gabriele Gardel Patrice Goueslard Julien Canal            | Saleen S7-R                          | M     | 229   |
| 24     | GT1    | 50  | Larbre Compétition      | Gabriele Gardel Patrice Goueslard Julien Canal            | Ford 7.0 L V8                        | M     | 229   |
| 25     | GT2    | 78  | BMW Team Schnitzer      | Jörg Müller Dirk Werner                                   | BMW M3 GT2 (E92)                     | D     | 225   |
| 25     | GT2    | 78  | BMW Team Schnitzer      | Jörg Müller Dirk Werner                                   | BMW 4.0 L V8                         | D     | 225   |
| 26     | LMP2   | 36  | Pegasus Racing          | Julien Schell Frédéric Da Rocha (de) Jean-Christophe Metz | Courage LC75                         | D     | 219   |
| 26     | LMP2   | 36  | Pegasus Racing          | Julien Schell Frédéric Da Rocha (de) Jean-Christophe Metz | AER P07 2.0 L Turbo I4               | D     | 219   |
| 27     | GT2    | 76  | IMSA Performance Matmut | Patrick Pilet Raymond Narac                               | Porsche 911 GT3 RSR (997)            | M     | 219   |
| 27     | GT2    | 76  | IMSA Performance Matmut | Patrick Pilet Raymond Narac                               | Porsche 4.0 L Flat-6                 | M     | 219   |
| 28     | GT2    | 85  | Spyker Squadron         | Tom Coronel Jeroen Bleekemolen Peter Dumbreck             | Spyker C8 Laviolette GT2-R           | M     | 215   |
| 28     | GT2    | 85  | Spyker Squadron         | Tom Coronel Jeroen Bleekemolen Peter Dumbreck             | Audi 4.0 L V8                        | M     | 215   |
| 29     | LMP2   | 39  | KSM                     | Jean de Pourtales (en) Hideki Noda Jonathan Kennard (en)  | Lola B08/47                          | D     | 188   |
| 29     | LMP2   | 39  | KSM                     | Jean de Pourtales (en) Hideki Noda Jonathan Kennard (en)  | Judd DB 3.4 L V8                     | D     | 188   |
| 30 Abd | GT2    | 89  | Hankook Team Farnbacher | Dominik Farnbacher Allan Simonsen                         | Ferrari F430 GTC                     | H     | 204   |
| 30 Abd | GT2    | 89  | Hankook Team Farnbacher | Dominik Farnbacher Allan Simonsen                         | Ferrari 4.0 L V8                     | H     | 204   |
| 31 Abd | FLM    | 44  | DAMS                    | Dean Stirling Luke Hines (en) Edoardo Piscopo             | Oreca FLM09                          | M     | 203   |
| 31 Abd | FLM    | 44  | DAMS                    | Dean Stirling Luke Hines (en) Edoardo Piscopo             | Corvette 6.2 L V8                    | M     | 203   |
| 32 Abd | FLM    | 46  | JMB Racing              | Peter Kutemann (de) Maurice Basso John Hartshorne         | Oreca FLM09                          | M     | 203   |
| 32 Abd | FLM    | 46  | JMB Racing              | Peter Kutemann (de) Maurice Basso John Hartshorne         | Corvette 6.2 L V8                    | M     | 203   |
| 33 Abd | LMP2   | 40  | Quifel ASM Team         | Miguel Amaral Olivier Pla Warren Hughes                   | Ginetta-Zytek GZ09SB/2               | D     | 200   |
| 33 Abd | LMP2   | 40  | Quifel ASM Team         | Miguel Amaral Olivier Pla Warren Hughes                   | Zytek ZG348 3.4 L V8                 | D     | 200   |
| 34 Abd | FLM    | 45  | Boutsen Energy Racing   | Nicolas de Crem Dominik Kraihamer Bernard Delhez          | Oreca FLM09                          | M     | 195   |
| 34 Abd | FLM    | 45  | Boutsen Energy Racing   | Nicolas de Crem Dominik Kraihamer Bernard Delhez          | Corvette 6.2 L V8                    | M     | 195   |
| 35 Abd | LMP2   | 37  | WR / Salini             | Philippe Salini Stéphane Salini Tristan Gommendy          | WR LMP2008                           | D     | 168   |
| 35 Abd | LMP2   | 37  | WR / Salini             | Philippe Salini Stéphane Salini Tristan Gommendy          | Zytek ZG348 3.4 L V8                 | D     | 168   |
| 36 Abd | GT2    | 96  | AF Corse                | Gianmaria Bruni Jaime Melo                                | Ferrari F430 GTC                     | M     | 152   |
| 36 Abd | GT2    | 96  | AF Corse                | Gianmaria Bruni Jaime Melo                                | Ferrari 4.0 L V8                     | M     | 152   |
| 37 Abd | GT2    | 91  | CRS Racing              | Andrew Kirkaldy Tim Mullen                                | Ferrari F430 GTC                     | M     | 123   |
| 37 Abd | GT2    | 91  | CRS Racing              | Andrew Kirkaldy Tim Mullen                                | Ferrari 4.0 L V8                     | M     | 123   |
| 38 Abd | LMP2   | 29  | Racing Box              | Luca Pirri (de) Marco Cioci Piergiuseppe Perazzini        | Lola B09/80                          | P     | 116   |
| 38 Abd | LMP2   | 29  | Racing Box              | Luca Pirri (de) Marco Cioci Piergiuseppe Perazzini        | Judd DB 3.4 L V8                     | P     | 116   |
| 39 Abd | LMP2   | 27  | Race Performance        | Michel Frey Ralph Meichtry Tyler Dueck                    | Radical SR9                          | D     | 66    |
| 39 Abd | LMP2   | 27  | Race Performance        | Michel Frey Ralph Meichtry Tyler Dueck                    | Judd DB 3.4 L V8                     | D     | 66    |
| 40 Abd | GT2    | 92  | JMW Motorsport          | Rob Bell Darren Turner                                    | Aston Martin V8 Vantage GT2          | D     | 65    |
| 40 Abd | GT2    | 92  | JMW Motorsport          | Rob Bell Darren Turner                                    | Aston Martin 4.5 L V8                | D     | 65    |
| 41 Abd | GT2    | 75  | Prospeed Competition    | Marco Holzer Richard Westbrook                            | Porsche 911 GT3 RSR (997)            | M     | 54    |
| 41 Abd | GT2    | 75  | Prospeed Competition    | Marco Holzer Richard Westbrook                            | Porsche 4.0 L Flat-6                 | M     | 54    |